# Мамаду Самасса (футболіст, 1990)
Мамаду Самасса (фр. Mamadou Samassa, нар. 16 лютого 1990, Монтрей) — французький і малійський футболіст, воротар французького клубу «Труа» та національної збірної Малі.

## Клубна кар'єра
Народився 16 лютого 1990 року в місті Монтрей.
У дорослому футболі дебютував 2009 року виступами за команду клубу «Генгам», кольори якої захищав до літа 2016. Відтоді виступає за «Труа».

## Виступи за збірні
У 2008 році дебютував у складі юнацької збірної Франції, взяв участь у 3 іграх на юнацькому рівні.
У 2009 році залучався до складу молодіжної збірної Франції. На молодіжному рівні зіграв в одному офіційному матчі.
На рівні дорослих збірних народжений у Франції футболіст вирішив захищати кольори своєї історичної батьківщини і в 2012 році дебютував в офіційних матчах у складі національної збірної Малі. Наразі провів у формі головної команди країни 10 матчів.
У складі збірної був учасником Кубка африканських націй 2013 року у ПАР.

## Досягнення
- Володар Кубка Франції: 2013/14
- Бронзовий призер Кубка африканських націй: 2013